# 134069 Miyo
134069 Miyo este un asteroid din centura principală de asteroizi.

## Descriere
134069 Miyo este un asteroid din centura principală de asteroizi. A fost descoperit pe 13 decembrie 2004 la Yamagata de Koichi Itagaki. Asteroidul prezintă o orbită caracterizată de o semiaxă mare de 3,00 ua, o excentricitate de 0,07 și o înclinație de 3,4° în raport cu ecliptica.